# 藤原理忠
藤原 理忠（ふじわら の まさただ）は、平安時代中期の官吏。官職は壱岐守。

## 経歴
寛仁3年（1019年）得体のしれない賊徒が島の人々を襲い、家畜を食い荒らしていると言う急報を聞いて、直ちに布代城から兵士を率いて賊徒の討伐に向うが、約3000人もの賊徒にはとても敵わず、奮戦するも味方の兵士147人と共に討ち死にした（刀伊の入寇）。
長崎県壱岐市勝本町立石南触に理忠の墓がある。